# Napoli si ribella
Napoli si ribella är en italiensk poliziottescofilm från 1977 i regi av Michele Massimo Tarantini.

## Rollista i urval
- Luc Merenda - kommissarie Dario Mauri
- Enzo Cannavale - Nicola Capece, "La volpe di Forcella"
- Sonia Viviani - Rosa
- Claudio Gora - don Domenico Laurenzi
- Giancarlo Badessi - advokat Cerullo
- Nando Murolo - Antonio Bonino
- Francesca Guadagno - Luisa
- Adolfo Lastretti - Pasquale Donnaregina, "core e’ cane"